# Gaoxing (köping i Kina, Sichuan)
Gaoxing (kinesiska: 高兴镇, 高兴) är en köping i Kina. Den ligger i provinsen Sichuan, i den sydvästra delen av landet, omkring 260 kilometer öster om provinshuvudstaden Chengdu. Antalet invånare är 18 667. Befolkningen består av 9 119 kvinnor och 9 548 män. Barn under 15 år utgör 23,0 %, vuxna 15-64 år 66 %, och äldre över 65 år 10,0 %.
Genomsnittlig årsnederbörd är 1 445 millimeter. Den regnigaste månaden är september, med i genomsnitt 264 mm nederbörd, och den torraste är december, med 13 mm nederbörd.